# Vivo Apaixonado
Vivo Apaixonado é um álbum de estúdio do cantor Leonardo, lançado em 2013 pela Universal Music.

## Faixas
| N.º | Título                              | Compositor(es)                                          | Duração |  |
| 1.  | "Choro"                             | José Augusto / William Paz                              | 3:10    |  |
| 2.  | "Balada Louca"                      | A Cabrera / Cesar Augusto / Luis Gustavo                | 3:16    |  |
| 3.  | "Eu Vivo Apaixonado"                | Marcelo Dias / Mauro Sérgio                             | 3:38    |  |
| 4.  | "Um Amor sem Igual (Incondicional)" | Daniel Cruz / Geoffrey Rojas / Sergio George            | 3:28    |  |
| 5.  | "Eu Vou Pro Buteco"                 | Gusttavo Lima / Wilian Lima                             | 3:45    |  |
| 6.  | "Aquela Velha Canção"               | Carlinhos Brown / Marisa Monte                          | 3:37    |  |
| 7.  | "Cheguei Atrasado"                  | Cesar Augusto / Cláudio Noam                            | 3:23    |  |
| 8.  | "Coração Se Ajoelha"                | Adriano Bernardes / Fátima Leão                         | 3:26    |  |
| 9.  | "Amor de Colchão"                   | Flavio / Raynner / Rubinho                              | 3:09    |  |
| 10. | "Madrugada Triste"                  | Toninho Mesquita                                        | 3:32    |  |
| 11. | "Pra Começo de Conversa"            | Alvaro Socci / Claudio Matta                            | 3:33    |  |
| 12. | "Brindando a Sorte"                 | Carlos Santana / Maracaí                                | 3:24    |  |
| 13. | "Ainda Sou o Mesmo"                 | Alex Torricelli / Fátima Leão / Vinícius / Waleria Leão | 4:22    |  |
| 14. | "Jeitinho Brasileiro"               | Alexandre Max / Mauro Sérgio                            | 2:41    |  |
| 15. | "Doce Mel"                          | Edu Luppa                                               | 3:25    |  |